# Heliodoro Heoboano
Heliodoro Heoboano foi o primeiro luterano a chegar ao Brasil.

## Histórico
Chegou ao Brasil em 1532, filho de um amigo de Lutero, que aportou em São Vicente.